# Вольная борьба на летних Олимпийских играх 1956 — до 52 кг
Соревнования по вольной борьбе в рамках Олимпийских игр 1956 года в наилегчайшем весе (до 52 килограммов) прошли в Мельбурне с 28 ноября по 1 декабря 1956 года в «Royal Exhibition Building».
Турнир проводился по системе с начислением штрафных баллов. За чистую победу штрафные баллы не начислялись, за победу по очкам борец получал один штрафной балл, за поражение по очкам со счётом решения судей 2-1 два штрафных балла, со счётом решения судей 3-0 или чистое поражение — три штрафных балла. Борец, набравший пять штрафных баллов, из турнира выбывал. Трое оставшихся борцов выходили в финал, проводили встречи между собой. Схватка по регламенту турнира продолжалась 12 минут. Если в течение первых шести минут не было зафиксировано туше, то судьи могли определить борца, имеющего преимущество. Если преимущество никому не отдавалось, то назначалось четыре минуты борьбы в партере, при этом каждый из борцов находился внизу по две минуты (очередность определялась жребием). Если кому-то из борцов было отдано преимущество, то он имел право выбора следующих шести минут борьбы: либо в партере сверху, либо в стойке. Если по истечении четырёх минут не фиксировалась чистая победа, то оставшиеся две минуты борцы боролись в стойке.
В наилегчайшем весе боролись 11 участников. Фаворитом был турецкий спортсмен Хюсейин Акбаш, чемпион мира 1954 года и в отсутствие Юсю Китано, серебряного призёра предыдущих игр, вице-чемпиона мира 1954 года, конкуренцию ему мог составить лишь советский спортсмен Мириан Цалкаламанидзе, бронзовый призёр чемпионата мира 1954 года. Они оба и иранский борец Мохаммад Али Ходжастепур вышли в финал, при этом Цалкаламанидзе уже проиграл Акбашу до финальной части. Но Акбаш в первой финальной части неожиданно проиграл Ходжастепуру, и распределение мест зависело от встречи Цалкаламанидзе с Ходжастепуром. Советский борец сумел чисто победить Ходжастепура, и при подсчёте штрафных баллов (во встречах финалистов между друг другом) за счёт этой победы имел только 3 штрафных балла, тогда как у Ходжастепура и Акбаша было по 4 штрафных балла. Так Цалкаламанидзе завоевал золотую медаль Олимпийских игр, единственную среди советских борцов-вольников на этих играх. Ходжастепур занял второе место за счёт личной победы над Акбашем.

## Призовые места
- Мириан Цалкаламанидзе (URS)
- Мохаммад Али Ходжастепур (IRI)
- Хюсейин Акбаш (TUR)

## Первый круг
| Штрафных баллов | Участник 1                     | Результат    | Участник 2           | Штрафных баллов |
| --------------- | ------------------------------ | ------------ | -------------------- | --------------- |
| 1               | Хюсейин Акбаш (TUR)            | 3-0          | Луиджи Чинаццо (ITA) | 3               |
| 0               | Андре Жуте (FRA)               | Туше (12:00) | Фред Флэннери (AUS)  | 3               |
| 0               | Ли Джон Гю (KOR)               | Туше (2:49)  | Абдул Азиз (PAK)     | 3               |
| 0               | Тадаси Асаи (JPN)              | Туше (2:00)  | Бабан Даваре (IND)   | 3               |
| 1               | Мириан Цалкаламанидзе (URS)    | 3-0          | Дик Дельгадо (USA)   | 3               |
| 0               | Мохаммад Али Ходжастепур (IRI) | Пропускал    |                      |                 |

## Второй круг
| Штрафных баллов | Участник 1                     | Результат   | Участник 2           | Штрафных баллов |
| --------------- | ------------------------------ | ----------- | -------------------- | --------------- |
| 1               | Мохаммад Али Ходжастепур (IRI) | 3-0         | Луиджи Чинаццо (ITA) | 6               |
| 1               | Хюсейин Акбаш (TUR)            | Туше (5:00) | Андре Жуте (FRA)     | 3               |
| 4               | Абдул Азиз (PAK)               | 3-0         | Фред Флэннери (AUS)  | 6               |
| 4               | Бабан Даваре (IND)             | 3-0         | Ли Джон Гю (KOR)¹    | 3               |
| 2               | Мириан Цалкаламанидзе (URS)    | 2-1         | Тадаси Асаи (JPN)    | 2               |
| 3               | Дик Дельгадо (USA)             | Пропускал   |                      |                 |

¹ Снялся с соревнований

## Третий круг
| Штрафных баллов | Участник 1                     | Результат   | Участник 2         | Штрафных баллов |
| --------------- | ------------------------------ | ----------- | ------------------ | --------------- |
| 2               | Мохаммад Али Ходжастепур (IRI) | 3-0         | Дик Дельгадо (USA) | 6               |
| 1               | Хюсейн Акбаш (TUR)             | Туше (5:55) | Абдул Азиз (PAK)   | 7               |
| 3               | Тадаси Асаи (JPN)              | 3-0         | Андре Жуте (FRA)   | 6               |
| 2               | Мириан Цалкаламанидзе (URS)    | Туше (8:50) | Бабан Даваре (IND) | 7               |

## Четвёртый круг
| Штрафных баллов | Участник 1                     | Результат | Участник 2                  | Штрафных баллов |
| --------------- | ------------------------------ | --------- | --------------------------- | --------------- |
| 3               | Мохаммад Али Ходжастепур (IRI) | 3-0       | Тадаси Асаи (JPN)           | 6               |
| 2               | Хюсейн Акбаш (TUR)             | 3-0       | Мириан Цалкаламанидзе (URS) | 5               |

## Финал

### Встреча 1
| Штрафных баллов | Участник 1                     | Результат | Участник 2         | Штрафных баллов |
| --------------- | ------------------------------ | --------- | ------------------ | --------------- |
|                 | Мохаммад Али Ходжастепур (IRI) | 3-0       | Хюсейн Акбаш (TUR) |                 |
|                 | Мириан Цалкаламанидзе (URS)    | Пропускал |                    |                 |

### Встреча 2
| Штрафных баллов | Участник 1                  | Результат   | Участник 2                     | Штрафных баллов |
| --------------- | --------------------------- | ----------- | ------------------------------ | --------------- |
|                 | Мириан Цалкаламанидзе (URS) | Туше (4:00) | Мохаммад Али Ходжастепур (IRI) |                 |
|                 | Хюсейн Акбаш (TUR)          | Пропускал   |                                |                 |